# Tales of Brave Ulysses
«Tales of Brave Ulysses» es una canción de la banda británica enfocada en el blues, Cream, Fue grabada en mayo y lanzada en junio de 1967, escrita por el guitarrista Eric Clapton y el artista, Martin Sharp, juntando un estilo de blues rock y de rock psicodélico perfectamente, esta fue la primera colaboración registrada de estos dos escritores, después seguiría otra colaboración, la cual sería su sencillo Anyone For Tennis.
Fue lanzada en su segundo álbum de estudio, Disraeli Gears, siendo la canción que abre el lado B del mismo, al igual, lanzada en un sencillo, como la lado B de la canción Strange Brew.

## Lanzamiento
Fue grabada en mayo de 1967, y lanzada en junio del mismo año como sencillo lado B de Strange Brew. Poco después, en noviembre fue puesta en el álbum Disraeli Gears, como la sexta canción del álbum.